# Телицына, Валентина Викторовна
Валентина Викторовна Телицына (урождённая Назарова, 16 октября 1987, Сухая Видзя, Увинский район, Удмуртская АССР, СССР) — российская биатлонистка. Чемпионка России, участница этапов Кубка мира, чемпионка мира по летнему биатлону на лыжероллерах среди юниоров.

## Спортивная карьера
На юниорском чемпионате мира по летнему биатлону 2008 года, проходившем во французском От-Морьенне, выиграла золотую медаль в смешанной эстафете, в команде с Ириной Максимовой, Дмитрием Блиновым и Виктором Васильевым. В 2010 году принимала участие во взрослом чемпионате мира по летнему биатлону.
Валентина стала бронзовым призёром Ижевской винтовки 2011/2012 в составе женской эстафетной команды, представлявшей Удмуртскую республику. В 2012 году впервые поднялась на пьедестал на этапе Кубка IBU, заняв третье место в гонке преследования на этапе в Альтенберге. В 2013 году приняла участие в чемпионате Европы в Банско, лучшим результатом стало четвёртое место в индивидуальной гонке.
Дебютировала в Кубке мира в составе сборной России в сезоне 2012/2013 на этапе в Хольменколлене в спринте, заняв 57 место. В последовавшей за спринтом гонке преследования набрала свои первые очки в кубке мира, заняв 34 место.
В 2014 году вышла замуж и родила ребёнка. В сезоне 2015/16 возобновила занятия спортом на уровне чемпионата и Кубка России. Стала чемпионкой России 2016 года в эстафете в составе команды Приволжского федерального округа.
Представляет СДЮСШОР города Ижевска, личный тренер — Хазеев Наиль Галинурович.

#### Результаты выступлений на Кубке мира
| 2013/14 Итоги | 2013/14 Итоги | Эстерсунд | Эстерсунд | Эстерсунд | Эстерсунд | Хохфильцен | Хохфильцен | Хохфильцен | Анси | Анси | Анси | Оберхоф | Оберхоф | Оберхоф | Рупольдинг | Рупольдинг | Рупольдинг | Антхольц | Антхольц | Антхольц | Зимние Олимпийские Игры | Зимние Олимпийские Игры | Зимние Олимпийские Игры | Зимние Олимпийские Игры | Зимние Олимпийские Игры | Зимние Олимпийские Игры | Поклюка | Поклюка | Поклюка | Контиолахти | Контиолахти | Контиолахти | Хольменколлен | Хольменколлен | Хольменколлен |
| Очков         | Место         | См        | Инд       | Спр       | Пр        | Спр        | Эст        | Пр         | Эст  | Спр  | Пр   | Спр     | Пр      | МС      | Эст        | Инд        | Пр         | Спр      | Пр       | Эст      | См                      | Спр                     | Пр                      | Инд                     | Эст                     | МС                      | Спр     | Пр      | МС      | Спр         | Спр         | Пр          | Спр           | Пр            | МС            |
| 1             | 105           | —         | —         | —         | —         | —          | —          | —          | —    | 73   | —    | 65      | —       | —       | —          | —          | —          | —        | —        | отм      | —                       | —                       | —                       | —                       | —                       | —                       | —       | —       | —       | —           | —           | —           | 40            | 54            | —             |

| 2012/13 Итоги | 2012/13 Итоги | Эстерсунд | Эстерсунд | Эстерсунд | Эстерсунд | Хохфильцен | Хохфильцен | Хохфильцен | Поклюка | Поклюка | Поклюка | Оберхоф | Оберхоф | Оберхоф | Рупольдинг | Рупольдинг | Рупольдинг | Антхольц | Антхольц | Антхольц | ЧМ Нове-Место | ЧМ Нове-Место | ЧМ Нове-Место | ЧМ Нове-Место | ЧМ Нове-Место | ЧМ Нове-Место | Хольменколлен | Хольменколлен | Хольменколлен | Сочи | Сочи | Сочи | Ханты-Мансийск | Ханты-Мансийск | Ханты-Мансийск |
| Очков         | Место         | См        | Инд       | Спр       | Пр        | Спр        | Пр         | Эст        | Спр     | Пр      | МС      | Эст     | Спр     | Пр      | Эст        | Спр        | МС         | Спр      | Пр       | Эст      | См            | Спр           | Пр            | Инд           | Эст           | МС            | Спр           | Пр            | МС            | Инд  | Спр  | Эст  | Спр            | Пр             | МС             |
| 7             | 93            | —         | —         | —         | —         | —          | —          | —          | —       | —       | —       | —       | —       | —       | —          | —          | —          | —        | —        | —        | —             | —             | —             | —             | —             | —             | 57            | 34            | —             | —    | —    | —    | —              | —              | —              |